# Ardisia dodgei
Ardisia dodgei är en viveväxtart som beskrevs av Paul Carpenter Standley. Ardisia dodgei ingår i släktet Ardisia och familjen viveväxter. Inga underarter finns listade i Catalogue of Life.